# Трегуако
Трегуако (исп. Treguaco) — посёлок в Чили. Административный центр одноимённой коммуны. Население — 1245 человек (2002). Посёлок и коммуна входит в состав провинции Итата и области Ньюбле.
Территория коммуны — 313,1 км². Численность населения — 5114 жителей (2007). Плотность населения — 16,33 чел./км².

## Расположение
Посёлок расположен в 54 км северо-западнее административного центра области — города Чильян.
Коммуна граничит:
- на севере — с коммунами Кириуэ, Кобкекура
- на северо-востоке — с коммуной Нинуэ
- на юго-востоке — с коммуной Портесуэло
- на юго-западе — с коммуной Коэлему

На западе коммуны расположен Тихий океан.

## Демография
Согласно сведениям, собранным в ходе переписи Национальным институтом статистики, население коммуны составляет 5114 человек, из которых 2634 мужчины и 2480 женщин.
Население коммуны составляет 0,26% от общей численности населения области Био-Био. 71,6% относится к сельскому населению и 28,4% — городское население.